# Бобровская, Цецилия Самойловна
Цецилия Само́йловна Бобро́вская  (урождённая Зеликсон, 1876—1960) — советский деятель коммунистической партии и Коминтерна. Автор ряда трудов, среди которых «Большевистские тайные типографии в Москве и Московской области 1904—1910 гг.»

## Биография
Родилась 7 (19) сентября 1876 года в городе Велиже Витебской губернии в семье служащего.
В 1894 году занялась революционной деятельностью, была членом варшавских социал-демократических кружков. С 1898 года являлась членом РСДРП. Была арестована в 1900 году. До 1905 года вела партийную работу в Баку, Харькове, Костроме, Ярославле, Твери. Была участницей вооружённого восстания в Москве в декабре 1905 года.
С 1908 года Бобровская — секретарь Московского окружного комитета, была организатором нелегальной типографии, печатавшей газету «Борьба». В этом же году была арестована и выслана в Вологодскую губернию, по возвращении из которой в 1910 году в Москву, работала в разных организациях Лефортова и Замоскворечья. В 1914 году была сотрудницей редакции большевистского еженедельника «Рабочий труд».
После Февральской революции 1917 года Цецилия Бобровская — член президиума Серпуховского Совета рабочих депутатов, затем — член Серпуховского партийного комитета. После Октябрьской революции — секретарь Московского окружного комитета РСДРП(б), заведующая военным отделом Московского комитета РКП(б), член Областного совета по рабочему контролю. С 1919 года была сотрудницей Орготдела ЦК РКП(б). С 1921 года — член комиссии по истории партии, до 1928 года работала в Институте В. И. Ленина и в Истпарте Московского комитета ВКП(б). В 1928—1940 годах Цецилия Самойловна была политреферентом Исполкома Коминтерна. Затем находилась на пенсии, работала в Институте марксизма-ленинизма при ЦК КПСС.
Жила в Москве на улице Серафимовича, 2. Умерла 6 июля 1960 года в Москве. Похоронена на Новодевичьем кладбище.

## Публикации
- Ц. Зеликсон-Бобровская. Записки рядового подпольщика. — М., 1924.